# Контадеро
Контадеро (исп. Contadero) — город и муниципалитет на юго-западе Колумбии, на территории департамента Нариньо. Входит в состав провинции Обандо.

## История
Поселение, из которого позднее вырос город, было основано Карлосом Герреро Чаморро 1 октября 1869 году. Муниципалитет Контадеро был выделен в отдельную административную единицу в 1871 году.

## Географическое положение

Муниципалитет Контадеро

Город расположен в юго-восточной части департамента, в горной местности Центральной Кордильеры, на расстоянии приблизительно 41 километра к юго-западу от города Пасто, административного центра департамента. Абсолютная высота — 2559 метров над уровнем моря.
Муниципалитет Контадеро граничит на севере с территорией муниципалитета Илес, на северо-востоке — с муниципалитетом Фунес, на юго-востоке — с муниципалитетом Пуэррес, на юге — с муниципалитетом Ипьялес, на западе — с муниципалитетом Гуальматан. Площадь муниципалитета составляет 42,3 км².

## Население
По данным Национального административного департамента статистики Колумбии, совокупная численность населения города и муниципалитета в 2015 году составляла 6954 человека.
Динамика численности населения муниципалитета по годам:
| 2005 | 2006 | 2007 | 2008 | 2009 | 2010 | 2011 | 2012 | 2013 | 2014 | 2015 |
| ---- | ---- | ---- | ---- | ---- | ---- | ---- | ---- | ---- | ---- | ---- |
| 6667 | 6700 | 6727 | 6748 | 6785 | 6812 | 6839 | 6875 | 6896 | 6925 | 6954 |

Согласно данным переписи 2005 года мужчины составляли 50,2 % от населения Контадеро, женщины — соответственно 49,8 %. В расовом отношении белые и метисы составляли 63,7 % от населения города; индейцы — 36,3 %.
Уровень грамотности среди всего населения составлял 92,1 %.

## Экономика
Основу экономики Контадеро составляет сельское хозяйство.
71,8 % от общего числа городских и муниципальных предприятий составляют предприятия торговой сферы, 15,4 % — промышленные предприятия, 12,8 % — предприятия сферы обслуживания.